# Keaton Wallace
Keaton Wallace (Richardson, 26 de fevereiro de 1999) é um jogador norte-americano de basquete profissional que atualmente joga no Atlanta Hawks da National Basketball Association (NBA) e no College Park Skyhawks da G-League.
Ele jogou basquete universitário pela Universidade do Texas em San Antonio.

## Carreira no ensino médio
Wallace jogou basquete pela Richardson High School em Richardson, Texas. Em seu último ano, ele teve médias de 22,2 pontos, 4,6 assistências e 3,9 rebotes, ganhando o Prêmio de Jogador Ofensivo do Ano do Distrito.

## Carreira universitária
Como calouro na Universidade do Texas em San Antonio, Wallace teve médias de 11,4 pontos, 3,1 rebotes e 2,7 assistências e foi nomeado para a Equipe de Calouros da Conference USA. Entrando em sua segunda temporada, ele ganhou cerca de 9,1 kg de músculo desde o início de sua carreira universitária e se tornou um artilheiro aprimorado. Em 2 de fevereiro de 2019, ele registrou 45 pontos, o recorde da carreira, o quarto maior em um jogo na história do programa, e sete rebotes em uma vitória de 116–106 contra Marshall. Em seu segundo ano, Wallace teve médias de 20,2 pontos, cinco rebotes e 2,4 assistências, sendo selecionado para a Segunda-Equipe da Conference USA. Ele estabeleceu um recorde de temporada única do programa com 121 cestas de três pontos.
Em 3 de dezembro de 2019, Wallace registrou 31 pontos, nove rebotes e cinco assistências em uma vitória de 89–67 sobre Texas A&M–Corpus Christi. Ele registrou o maior número de lances livres sem erros (15) na história da universidade. Em seu terceiro ano, Wallace teve médias de 18,8 pontos, 4,5 rebotes e 3,1 assistências, sendo selecionado mais uma vez para a Segunda-Equipe da Conference USA. Em 5 de fevereiro de 2021, ele registrou 33 pontos e sete rebotes em uma vitória de 87-80 contra FIU. Em seu último ano, Wallace teve médias de 16,8 pontos, 5,5 rebotes e 3,4 assistências e foi nomeado para a Segunda-Equipe da Conference USA pela terceira vez. Ele saiu como o segundo maior pontuador na história da universidade, atrás de Jhivvan Jackson. Wallace se declarou para o draft da NBA de 2021, abrindo mão de seu ano adicional de elegibilidade universitário.

## Carreira profissional

### Agua Caliente / Ontario Clippers (2021–2023)
Depois de não ser selecionado no draft da NBA de 2021, Wallace se juntou ao Memphis Grizzlies para a Summer League de 2021. Ele foi selecionado pelo Wisconsin Herd como a nona escolha geral da segunda rodada do draft da G-League de 2021 e foi posteriormente negociado com o Agua Caliente Clippers, juntando-se ao time em 27 de outubro.
Em 21 de fevereiro de 2023, Wallace concordou com um contrato de duas vias com o Los Angeles Clippers. Ele foi dispensado pelos Clippers em 1º de março, sem ter jogado uma partida na NBA. Em 4 de março de 2023, Wallace foi readquirido pelo Ontario Clippers.

### Atlanta Hawks / College Park Skyhawks (2023–Presente)
Em 31 de agosto de 2023, os direitos de Wallace foram negociados com o College Park Skyhawks e em 29 de setembro, ele assinou com o Atlanta Hawks. No entanto, ele foi dispensado em 8 de outubro. Em 29 de outubro, ele voltou ao College Park Skyhawks.
Em 15 de julho de 2024, Wallace assinou um contrato de duas vias com os Hawks e com seu afiliado da NBA G League, College Park Skyhawks.

## Estatísticas da carreira

### Universidade
| Ano      | Equipe   | PJ  | PT  | MPJ  | AP   | 3P   | LL   | RT  | AS  | BR  | TO | PPJ  |
| -------- | -------- | --- | --- | ---- | ---- | ---- | ---- | --- | --- | --- | -- | ---- |
| 2017–18  | UTSA     | 35  | 20  | 27.6 | .365 | .332 | .742 | 3.1 | 2.7 | .8  | .4 | 11.4 |
| 2018–19  | UTSA     | 32  | 32  | 34.9 | .422 | .382 | .856 | 5.0 | 2.4 | 1.3 | .7 | 20.2 |
| 2019–20  | UTSA     | 32  | 32  | 34.8 | .395 | .351 | .806 | 4.5 | 3.1 | 1.3 | .3 | 18.8 |
| 2020–21  | UTSA     | 26  | 26  | 33.6 | .420 | .319 | .788 | 5.5 | 3.4 | 1.0 | .3 | 16.8 |
| Carreira | Carreira | 125 | 110 | 32.7 | .400 | .346 | .798 | 4.5 | 2.9 | 1.1 | .4 | 16.8 |

## Vida pessoal
O irmão mais novo de Wallace, Cason, joga como armador no Oklahoma City Thunder. Ele é primo do ex-jogador e atual assistente técnico do Philadelphia 76ers, Terrel Harris.

## Links externos
- Biografia dos Roadrunners da UTSA